# فيليكس باسلاك
فيليكس باسلاك (بالألمانية: Felix Passlack) (مواليد 29 مايو 1998) هو لاعب كرة قدم ألماني ، يلعب حاليًا لنادي بوروسيا دورتموند الألماني في مراكز الظهير الأيمن والجناحين.

## مسيرته الكروية

### بداياته
تربى باسلاك وترعرع في مسقط رأسه بوتروب على بعد كيلومترات قليلة من غلزنكيرشن ، بدأ مع ناشئي نادي فورتونا بوتروب ، ثم انتقل في عام 2010 إلى نادي روت فايس أوبرهاوزن.

### بوروسيا دورتموند
في 1 يوليو 2012 انضم باسلاك إلى أكاديمية بوروسيا دورتموند ، وشارك مع فرق المراحل العمرية المختلفة (فئات تحت 15 , وتحت 17 , وتحت 19) ، وفي السادسة عشر من عمره تولى شارة القيادة لفريق بوروسيا دورتموند (فئة تحت 17).

ولعب لأول مرة مع الفريق الأول في البوندسليغا في النصف الثاني من موسم 2015–2016 في 2 مارس 2016 عندما شارك أمام فريق دارمشتات 98 (بمعدل 69 دقيقة).

### مع المنتخب
شارك لأول مرة مع المنتخب الألماني (فئة تحت 16) في 26 فبراير 2014 أمام المنتخب البرتغالي (فئة تحت 16)  ، وفي نفس العام لعب مع منتخب ألمانيا تحت 17 ، وحمل شارة القيادة للمنتخب في بطولة أوروبا تحت 17 سنة لكرة القدم 2015 وفي تصفياتها أيضًا ، وكان وصيف البطولة لصالح فرنسا.

وفي 24 مارس 2016 تم اختياره للعب مع المنتخب (فئة تحت 18) وشارك معه في مباراتين كلتاهما أمام المنتخب الفرنسي ، تعادلوا في الأولى وفازوا في الثانية.

## إحصائيات مشاركاته
آخر تحديث في 2 أكتوبر 2016 

### مع الأندية
| الفريق                  | الموسم    | الدوري  | الدوري | الكأس[*] | الكأس[*] | البطولات القارية | البطولات القارية | الإجمالي | الإجمالي |
| الفريق                  | الموسم    | مشاركات | أهداف  | مشاركات  | أهداف    | مشاركات          | أهداف            | مشاركات  | أهداف    |
| ----------------------- | --------- | ------- | ------ | -------- | -------- | ---------------- | ---------------- | -------- | -------- |
| بوروسيا دورتموند تحت 17 | 2013–2014 | 19      | 4      | 0        | 0        | 0                | 0                | 19       | 4        |
| بوروسيا دورتموند تحت 17 | 2014–2015 | 24      | 17     | 0        | 0        | 0                | 0                | 24       | 17       |
| بوروسيا دورتموند تحت 17 | الإجمالي  | 43      | 21     | 0        | 0        | 0                | 0                | 43       | 21       |
| بوروسيا دورتموند تحت 19 | 2015–2016 | 25      | 19     | 3        | 2        | 0                | 0                | 28       | 21       |
| بوروسيا دورتموند تحت 19 | 2016–2017 | 0       | 0      | 0        | 0        | 1                | 0                | 1        | 0        |
| بوروسيا دورتموند تحت 19 | الإجمالي  | 25      | 19     | 3        | 2        | 1                | 0                | 29       | 21       |
| بوروسيا دورتموند        | 2015–2016 | 3       | 0      | 0        | 0        | 0                | 0                | 3        | 0        |
| بوروسيا دورتموند        | 2016–2017 | 2       | 0      | 2        | 0        | 0                | 0                | 4        | 0        |

## الألقاب والإنجازات

### على مستوى الأندية

#### بوروسيا دورتموند تحت 17
- الدوري الألماني لكرة القدم تحت 17 سنة: 2013–2014 ، 2014–2015

#### بوروسيا دورتموند تحت 19
- الدوري الألماني لكرة القدم تحت 19 سنة: 2015–2016

#### على المستوى الفردي
- ميدالية فريتز فالتر (تحت 17) الذهبية: 2015 [5]

## روابط خارجية
- فيليكس باسلاك على موقع الاتحاد الدولي (مؤرشف)  (الإنجليزية)
- فيليكس باسلاك على موقع الاتحاد الأوربي (الإنجليزية)
- فيليكس باسلاك على موقع قاعدة بيانات كرة القدم.إي يو (الإنجليزية)
- فيليكس باسلاك على موقع Soccerway.com (الإنجليزية)
- فيليكس باسلاك على موقع عالم كرة القدم.نت (الإنجليزية)
- فيليكس باسلاك على موقع AS.com (الإسبانية)